# Music4Games
A Music4Games egy videójátékok zenéivel foglalkozó weboldal volt, amit 1999-ben alapítottak. Tartalma a videójáték zene iparágra összpontosult és állításuk szerint játékosoknak, zene rajongóknak, „audiophile”-eknek, diákoknak, zeneszerzőknek, kiadóknak, producereknek, rendezőknek valamint weboldalaknak írták tartalmukat. 2009 decemberében a weboldalt minden előzetes bejelentés nélkül megszüntették.

## Partnerei
A Music4Games a média partnere volt több eseménynek és szervezetnek, többek között a The Composer Expo-nak, a Develop Conference (Audio Track); MIDEM Music For Images Conference-nak, a Game Developers Conference-nek, a Game Audio Conference-nek, a The Game Audio Network Guild-nak, a GC Symphonic Game Music koncertnek Lipcsében, a Play! A Videogame Symphony koncert sorozatnak, a Video Games Live-nak, a Mutek Festival-nak, az Arcadia Festival-nak, és a British Academy of Film and Television Arts-nak.

## Külső hivatkozások
- A Music4Games weboldal
- A Music4Games a MySpace-en
- A Music4Games az OverClocked ReMixen